# Luis García Sanz
Luis Javier García Sanz  (född 24 juni, 1978 i Badalona, Spanien) är en spansk före detta fotbollsspelare som senast spelade för den australiska klubben Central Coast Mariners. 
Luis García skrev på för Liverpool FC i augusti 2004. Under sin första säsong gjorde han 13 mål, bland annat de avgörande målen i matcherna mot Juventus och Chelsea i Champions League, en turnering som han tillsammans med klubben vann samma år.
Inför säsongen 2007/08 lämnade han Liverpool för spanska Atlético Madrid.